# Karboksinorspermidin sintaza
Karboksinorspermidin sintaza (EC 1.5.1.43, karboksinorspermidinska dehidrogenaza, karboksispermidinska dehidrogenaza, CASDH, CANSDH, VC1624 (gen)) je enzim sa sistematskim imenom karboksinorspermidin:NADP+ oksidoreduktaza. Ovaj enzim katalizuje sledeću hemijsku reakciju
(1) karboksinorspermidin + 2O + + {\displaystyle \rightleftharpoons } -aspartat 4-semialdehid + propan-1,3-diamin + NADPH + H+
(2) karboksispermidin + 2O + + {\displaystyle \rightleftharpoons } -aspartat 4-semialdehid + putrescin + NADPH + H+
Reakcija se odvija u reverznom smeru. Ovaj enzim je deo bakterijskoj poliaminskog biosintetičkog puta.

## Literatura
- Nicholas C. Price; Lewis Stevens (1999). Fundamentals of Enzymology: The Cell and Molecular Biology of Catalytic Proteins (Third изд.). USA: Oxford University Press. ISBN 019850229X.
- Eric J. Toone (2006). Advances in Enzymology and Related Areas of Molecular Biology, Protein Evolution (Volume 75 изд.). Wiley-Interscience. ISBN 0471205036.
- Branden C; Tooze J. Introduction to Protein Structure. New York, NY: Garland Publishing. ISBN 0-8153-2305-0.
- Irwin H. Segel. Enzyme Kinetics: Behavior and Analysis of Rapid Equilibrium and Steady-State Enzyme Systems (Book 44 изд.). Wiley Classics Library. ISBN 0471303097.

## Spoljašnje veze
- Carboxynorspermidine+synthase на 